# Rada Federacji
Rada Federacji (ros. Совет Федерaции) – izba wyższa, będąca przedstawicielstwem części składowych Federacji Rosyjskiej. W jej skład wchodzi po dwóch reprezentantów z każdej większej jednostki terytorialnej (subiekt) Federacji Rosyjskiej.
Jej kompetencje są o wiele skromniejsze niż izby niższej. Zajmuje się zatwierdzaniem zmian granic pomiędzy terytoriami federacji, zatwierdzaniem dekretów prezydenta dotyczących wprowadzenia stanu wojennego i stanu wyjątkowego, rozstrzyga o użyciu Sił Zbrojnych Federacji Rosyjskiej poza granicami państwa. Zarządza również wybory prezydenckie. Posiada prawo inicjatywy ustawodawczej.
Do Rady Federacji wybiera się po 2 przedstawicieli z każdego podmiotu (np. obwodu) federacji. Rada składa się ze 178 członków, pochodzących z 89 podmiotów federacji, również z tych, które nie są uznawane przez społeczność międzynarodową za prawnie należące do Federacji Rosyjskiej. Jeden z przedstawicieli jest wybierany przez organ ustawodawczy danego elementu federacji, a drugi przez egzekutywę (są oni wybierani spoza składu organów ustawodawczych i wykonawczych danego okręgu). W wyborach tych obowiązuje system większościowy, a każdy wyborca głosuje na dwóch kandydatów. Kandydatów wysuwają grupy wyborców, partie oraz bloki partyjne. Drugi reprezentant delegowany jest przez lokalny organ wykonawczy lub lokalny rząd.